# Criste Cristoveanu
Criste Cristoveanu (n. 1 iunie 1884, Bacău, România – d. 8 iulie 1938, Bacău, România) a fost un comerciant, jurist, avocat și politician român - deputat și senator, prefect de Bacău.

## Biografie
Criste Cristoveanu s-a născut la 1 iunie 1884 în familia comerciantului armean Ovanes Cristea și Mașinca Cristea, născută Grigore Suceveanu, purtând inițial numele de botez Kristea. La  data de 21 aprilie 1898, Ovanes Cristea își schimbă numele în Ioan Cristoveanu, noul nume adoptat de angrosistul armean trecând și asupra urmașilor lui. Urmează clasele primare la Bacău, la fel și gimnaziul. La Iași urmează cursurile Liceului Negruzzi, înscris la secția clasică, în 1899. În anul 1900 îi moare tatăl, Ioan Cristoveanu,  organizarea afacerilor rămânând pe umerii adolescentului Criste, singurul băiat dintre cei patru urmași ai comerciantului armean. Urmează trei ani la „Școala de înalte studii sociale” din cadrul Facultății de Drept de la Paris, studii pe care le va continua în țară, la Facultatea de Drept de la Iași. Depune ca soldat jurământul militar la 28 noiembrie 1905, iar la 1 noiembrie 1906 este trecut în concediu cu gradul de sergent. Obține Diploma de licență în Drept în 1907 în urma susținerii examenului de licență „cu una bilă albă și 2 roșii”.
Se căsătorește cu Ioana (Janeta) Kapri din Roman, ceremonia nunții având loc la Biserica Adormirea Maicii Domnului din Roman. Cu Ioana va avea trei fii, Nicolae, Ion și Gheorghe. La 18 ianuarie 1908 primește o diplomă din partea Decanatului Corpului de Avocați din județ „spre a exercita advocatura în tot cuprinsul județului”. 
Se orientează spre politică, aderând la mișcarea liberală, probabil în anul 1907. În anul 1913 participă la o misiune în Bulgaria, în timpul războiului balcanic, fiind înscris în „Corpul voluntar de automobiliști”, fiind unul dintre puținii posesori ai unui automobil Fiat 15HP.
Reîntors în țară înființează Banca Bacăului, cu sprijinul unor bune cunoștințe, cu scopul de a face „operațiuni de bancă și a participa la orice afaceri comerciale și industriale”, bancă ce a fost cunoscută cu numele de „Banca Cristoveanu” și care a funcționat până în 1931, când, la 28 februarie, a devenit o sucursală a „Băncii Românești”.
În 4 decembrie 1913 primește brevetul de înaintare la gradul de locotenent în rezervă. În anul 1914 este ales deputat în Parlamentul României. La 23 septembrie 1916 locotenentul Cristea Cristoveanu are misiunea din partea Artileriei Armatei de Nord de a se deplasa „pe frontul armatei, la toate unitățile, pentru a controla și completa situațiunile cu efective în armătură, muniție, trăsuri și harnașamente”. 
La 5 decembrie 1918 este numit Prefect al județului Bacău prin Decret regal No. 3597. Din anul 1927, timp de un an, Criste Cristoveanu figurează ca senator în guvernarea liberală. Între 9 septembrie 1936 și 11 martie 1937 este comisar al guvernului pe lângă Banca Națională a României.

### Înfăptuiri
- A pus bazele școlii normale de băieți „Ștefan Cel Mare”[17] în Bacău.
- La inițiativa sa se înființează Școala superioară de Comerț[17] Bacău.

## Recunoaștere oficială
- Crucea Comemorativă a războiului 1916-1918 fără barete[18]
- Membru al ordinului ,,Coroana României" în grad de Comandor, 21 octombrie 1922[19]
- Medalia „Meritul comercial și industrial”, cls. I, decret 4183, 23 decembrie 1924[20]
- Membru al Ordinului Steaua României cu gradul de ofițer, 25 martie 1926[19]
- Meritul onorific ,,Vulturul României", pentru răsplătirea senatorilor și deputaților, în grad de comandor cl. II-a, 9 mai 1935[21]
- Membru de onoare al Ateneului popular ,,Vasile Alecsandri", 31 martie 1937[22]